# Rúholláh Chomejní
Rúholláh Músaví Chomejní (persky  روح‌الله موسوی خمینی‎; 17. května 1900 nebo 24. září 1902 Chomejn – 3. června 1989 Teherán) byl íránský islámský revolucionář, politik a náboženský vůdce, od roku 1979 až do své smrti v roce 1989 v pořadí první nejvyšší vůdce Íránu. Byl zakladatelem Íránské islámské republiky a hlavním vůdcem islámské revoluce, která svrhla Muhammada Rezá Pahlavího a zrušila íránskou monarchii. Ideologicky patřil k ší'itským islamistům.

## Život

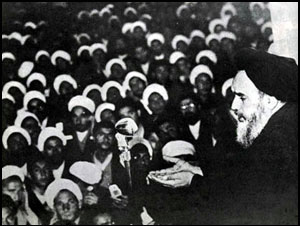
Chomejní řeční proti Šáhovi ve městě Qom, 1964

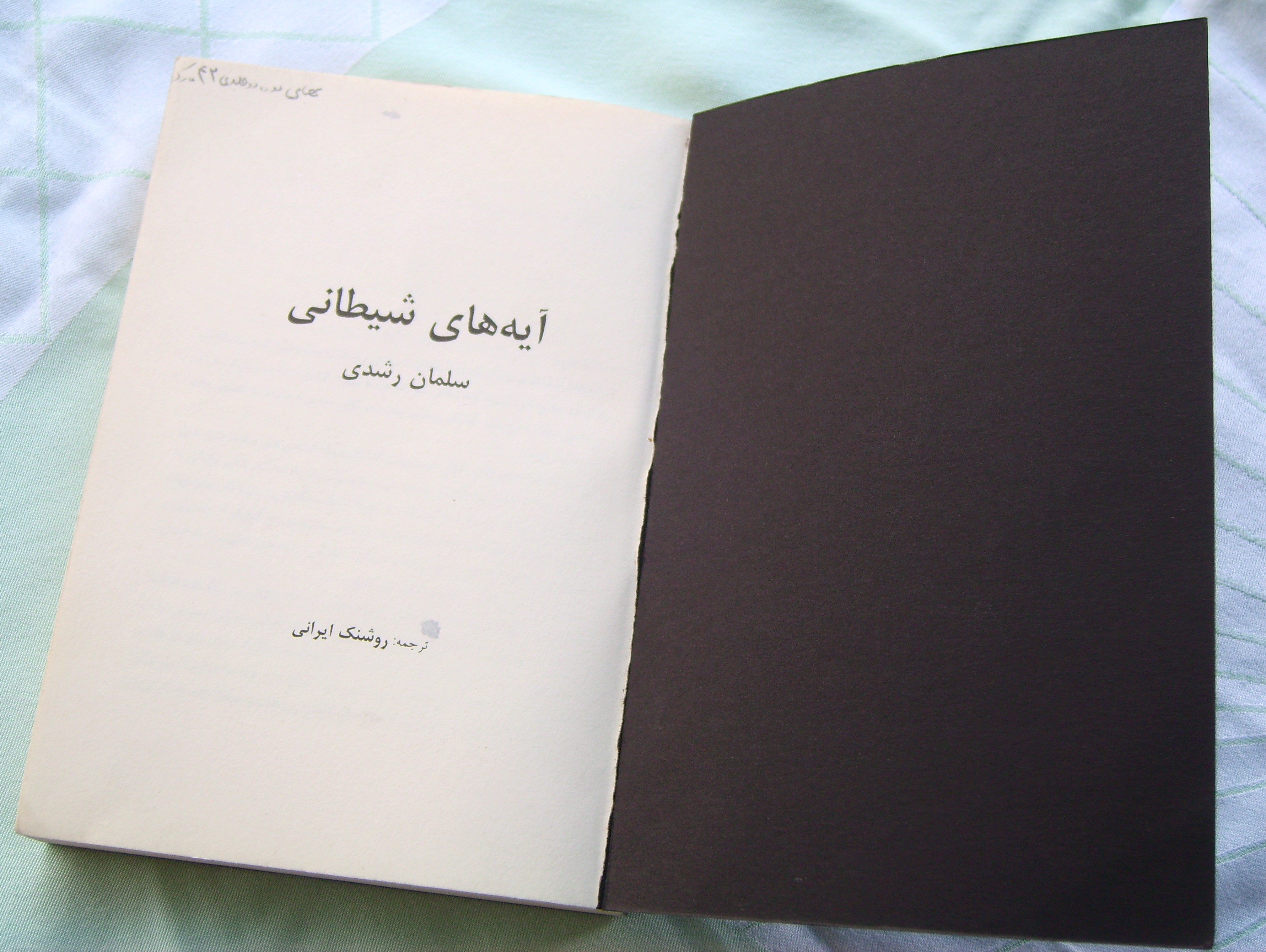
Ilegální perské vydání knihy Satanské verše, Chomejním odsouzené

Rúholláh Músaví pocházel z rodiny šíitského duchovního a v souladu s rodinnou tradicí se rozhodl pro studium teologie. V roce, kdy byl jmenován ájatolláhem (nejvyšší titul pro znalce a vykladače koránu), si osvojil jméno svého rodiště – Chomejní. Patřil mezi nejkonzervativnější náboženské teoretiky a od počátku 60. let bouřlivě vystupoval proti režimu šáha Muhammada Rezy Pahlavího a proti jeho snahám o modernizaci a sekularizaci země.
Byl několikrát vězněn a v roce 1964 donucen k exilu. Jeho chvíle přišla o čtrnáct let později, kdy společenským systémem jedné z nejstarších monarchií na světě otřásaly ekonomické problémy a šáh byl navíc ochromen postupující rakovinou. Svými projevy a kázáními dal Chomejní opozičnímu hnutí jednotnou náboženskou formu a po šáhově odchodu do egyptského exilu se v lednu 1979 vrátil jako uznaný vůdce a stal se nejvyšším náboženským představitelem země (tzv. valije fakíh).
Podle nové ústavy byla Íránská islámská republika teokratickým státem, ale ve skutečnosti měla (zejména po odstranění prezidenta Baní Sadra roku 1981) všechny znaky Chomejního osobní diktatury, prosazované náboženskou kontrolou všech státních funkcí a podřízením všech politických stran ideovému dozoru náboženské rady. V důsledku války s Irákem (od září 1980 do srpna 1988) se teokratický způsob vlády spojil s podporou perského nacionalismu – tím si Chomejní sice upevnil pozice v zemi, ale na druhé straně znemožnil sjednocení radikálního muslimského hnutí a jeho prosazení v rámci arabských zemí.
Podle BBC byl Chomejní „takticky flexibilní“. Podle odtajněných amerických dokumentů, jejichž obsah nelze zcela ověřit (a jejichž obsah Chomejní popřel), hrál Chomejní v exilu proamerickou kartu, ale jakmile se karta obrátila (vrátil se do Íránu jako ideový vůdce), nasadil antiamerickou linii, která mu mohla zajistit podporu na desetiletí.

## Smrt a dědictví
Chomejní zemřel 3. června 1989 ve věku 89 let poté, co během deseti dnů utrpěl pět infarktů. Mnoho Íránců vyšlo do ulic, aby veřejně truchlili za jeho smrt. Nejméně 10 truchlících bylo ušlapáno a více než 400 jich bylo těžce zraněno. Podle oficiálních odhadů se na Chomejního pohřbu konaného 11. června sešlo 10,2 milionu lidí. Ve funkci nejvyššího vůdce jej nahradil Alí Chameneí.

## Citáty
Islám stanovuje pro všechny dospělé muže, nejsou-li neschopní nebo nezpůsobilí, povinnost připravit se na dobývání (ostatních) zemí, aby nařízení islámu byla nastolena ve všech státech světa… Ale ti, kdo studují islámskou svatou válku, chápou, proč chce islám dobýt celý svět… Ti, kteří o něm nevědí nic, předstírají, že se islám staví proti válce. Ti (kteří toto říkají) jsou hloupí. Islám říká: Zabíjejte nevěřící, tak jako by oni zabili vásǃ Znamená to, že by muslimové měli nečinně sedět do té doby, než je pohltí (nevěřící)? Islám říká: Zabíjejte je (nemuslimy), taste na ně meč a rozprašte (jejich armády). Znamená to nečinně sedět, dokud nás (nemuslimové) nepřemůžou? Islám říká: Zabíjejte ve službě Alláhovi ty, kteří by mohli chtít zabít vásǃ Znamená to, že bychom se měli vzdát (nepříteli)? Islám říká: Vše, co je zde dobré, existuje díky meči a ve stínu mečeǃ Lidi nelze přivést k poslušnosti ničim jiným než mečemǃ Meč je klíčem k Ráji, který může být otevřen jen pro Svaté bojovníkyǃ Jsou stovky dalších (koránských) žalmů a hadís (rčení Proroka), které pobízejí k válce a boji. Znamená toto všechno, že islám je náboženství, které zabraňuje lidem vést válku? Plivu na ty hloupé duše, které něco takového tvrdí.

Hudba narušuje smýšlení naší mládeže. Není žádný rozdíl mezi hudbou a opiem. Obojí různými způsoby vede k otupělosti. Chcete-li, aby vaše země byla nezávislá, pak zakažte hudbu. Hudba je zradou našeho národa i našich dětí.

Alláh nestvořil člověka proto, aby si užíval. Záměr stvoření byl ten, aby lidstvo bylo podrobeno zkoušce skrze strádání a modlitbu. Islámský režim musí být vážný ve všech oblastech. V islámu neexistují žádné vtipy. V islámu neexistuje žádný humor. V islámu neexistuje žádná zábava. V ničem, co je vážné, nemůže být zábava ani radost.